# Hugo Van den Enden
Hugo Van den Enden, né le 27 juin 1938 à Anvers et mort le 23 janvier 2007 à Gand, était un philosophe germaniste flamand spécialiste de l'éthique. Il était professeur de science morale et de bioéthique à l'université de Gand. Il était, avec son collègue, le professeur Etienne Vermeersch, le pionnier dans les questions d'avortement et d'euthanasie en Belgique.
Il était professeur émérite et, en 2003, il fut président du groupe des philosophes en sciences morales. Van den Enden était un athée et matérialiste.

## Publications
- Abortus, pro en contra. Een critische analyse, druk 1971, 134 blz., uitgeverij Het Wereldvenster - Baarn
- Marxisme van de hoop - hoop van het marxisme? Essays over de filosofie van Ernst Bloch, redactie, druk 1980, 237 blz., uitgeverij Het Wereldvenster - Bussum,  (ISBN 9029396997)
- Dwarsdenken. Omtrent Jaap Kruithof, redactie, druk 1989, 341 blz., uitgeverij EPO - Berchem,  (ISBN 9064458650)
- Ons levenseinde humaniseren, druk 1995 en 2004, 221 blz., uitgeverij VUBPRESS - Brussel,  (ISBN 9054873736)
- Op het scherp van de rede - 40 jaar kritisch denken, druk 2003, 246 blz., uitgeverij Garant (nl) - Antwerpen,  (ISBN 9044114921)